# Contea di Miyi
La contea di Miyi (米易县S, Mǐyì XiànP) è una contea della Cina, situata nella provincia di Sichuan e amministrata dalla prefettura di Panzhihua.